# Gentiana emodi
Gentiana emodi là một loài thực vật có hoa trong họ Long đởm. Loài này được C.Marquand ex Sealy mô tả khoa học đầu tiên năm 1954.